# هاري جاي ميخائيل
هاري جاي ميخائيل (بالإنجليزية: Harry J. Michael)‏ هو عسكري أمريكي، ولد في 13 مارس 1922 في ميلفورد في الولايات المتحدة، وتوفي في 14 مارس 1945 في ألمانيا.